# Secretaría de Finanzas (Honduras)
Secretaría de Finanzas de Honduras es la encargada de lo concerniente a la formulación, coordinación, ejecución y evaluación de las políticas relacionadas con las finanzas públicas y el Presupuesto General de Ingresos y Egresos de la República, lo relativo al crédito y la deuda pública, la programación de la inversión pública, el control fiscal de los puertos y aeropuertos y todo lo relacionado con las obligaciones tributarias.

## Historia
Mediante la primera Constitución del Estado de Honduras de 1825, se ordenaba la creación de una cartera que administrase la economía del estado, al principio se le denominó como Ministerio de Finanzas, seguidamente a mediados del siglo XX, cambio como Ministerio de Economía y Comercio, hasta el actual nombre que hoy lleva.

## Datos
- Nombre: Secretaría de Estado en el Despacho de Finanzas
- Dirección: Avenida Cervantes, Barrio El Jazmín, Edificio SEFIN, Tegucigalpa,   M.D.C, Honduras, C.A.
- Email: sgeneral@sefin.gob.hn
- Secretario de Estado: Marlon Ochoa Martinez
- Subsecretario de Crédito e Inversión Pública: Roberto Ramírez Alvarenga
- Subsecretaria de Finanzas y Presupuesto : Elizabeth Rivera

## Página web
- Datos: Q6123133